# 休·费希尔
休·费希尔（英語：Hugh Fisher，1955年10月1日—），加拿大男子皮划艇运动员。他曾代表加拿大参加1976年、1984年和1988年夏季奥林匹克运动会皮划艇比赛，获得一枚金牌和一枚铜牌。